# Мессьє 35

Мессьє 35 (також відоме як М35 та NGC 2168) є розсіяним скупченням в сузір'ї Близнюків.

## Історія відкриття
Скупчення описано Геміном під назвою «Підошва». Пізніше воно було описано Жаном Філіпом де Шезо в 1745 році і незалежно перевідкрито Джоном Бевісом до 1750 року.

## Спостереження

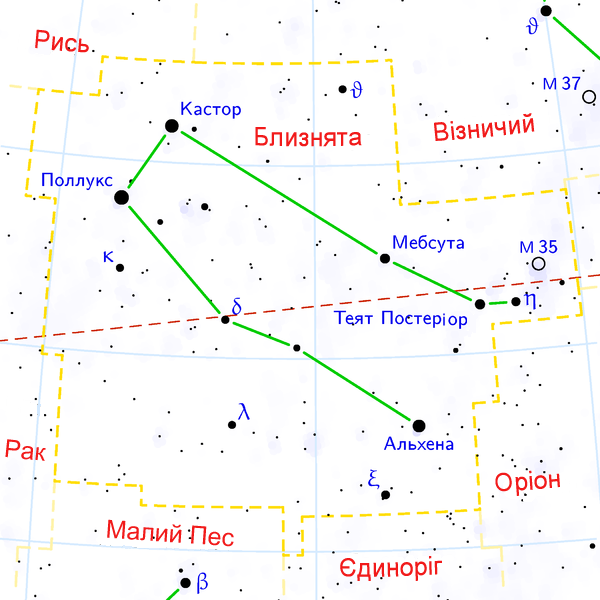
Розсіяне скупчення M35 в сузір'ї Близнюків

М35 розташоване на самому західному кінці сузір'я Близнюків. Найкращий час для спостережень — зима. На хорошому темному небі скупчення з деякими труднощами можна розглянути і неозброєним оком — воно лежить у північній вершині майже рівнобедреного трикутника з бічною стороною η Gem — 1 Gem. У бінокль скупчення видно як дифузну пляма з кількома зануреними в нього тьмяними зірками. У середній апертури (150 мм) телескопа скупчення розсипається на десятки різних по яскравості білих зірок хаотично розкиданих по полю зору.
У скупчення є особливість. Приблизно на пів градуса від нього на південний захід розташоване неяскрава компактна пляма NGC 2158, яку недосвідчені спостерігачі іноді приймають за знову відкриту ними комету. При апертурі телескопа від 250 мм, ця «комета» при великому збільшенні розпадається приблизно на десять дуже тьмяних зірок, а ще більш великі телескопи показують десятки зірок у цьому далекому розсіяному скупченні.

### Сусіди по небу з каталогу Мессьє
- М1 — (на захід в сузір'ї Тельця) знаменита «Крабоподібна» туманність;
- М36, М37, М38 — (на північний захід, у сузір'ї Візничого) яскраві розсіяні скупчення;
- М78, М42, М43 — (на південь, в сузір'ї Оріона) яскраві дифузні туманності

### Послідовність спостереження в «Марафоні Мессьє»
… М36 → М37 →М35 → М41 → М50 …

## Навігатори
Координати:  06г 09.1м 00с, +24° 21′ 00″